# San José Reforma
San José Reforma är en ort i Mexiko.   Den ligger i kommunen Tecpatán och delstaten Chiapas, i den sydöstra delen av landet, 700 km öster om huvudstaden Mexico City. San José Reforma ligger 727 meter över havet och antalet invånare är 347.
Terrängen runt San José Reforma är kuperad. Runt San José Reforma är det ganska tätbefolkat, med 58 invånare per kvadratkilometer. Närmaste större samhälle är Tecpatán, 6,0 km sydost om San José Reforma. I omgivningarna runt San José Reforma växer huvudsakligen savannskog.